# Robert de St John
Robert de St John († März 1267) war ein englischer Adliger.

## Leben
Robert de St John war ein Sohn von William de Port und von dessen Frau Mabel de St John. Sein Vater hatte als Ehemann der Erbin von Roger de St John den Namen St John angenommen. 1254 wird er als Lord of Basing in Hampshire bezeichnet. 1258 sollte er an dem letztlich nicht durchgeführten Feldzug von König Heinrich III. nach Wales teilnehmen. Über seine Mutter Mabel erbte er nach dem Tod ihres Vaters 1265 die Honour of Halnaker in Sussex und Besitzungen in fünf weiteren Counties. 1266 wurde er Kommandant von Portchester Castle, starb jedoch bereits 1267. 
St John hatte Agnes, eine Tochter von William III de Cantilupe geheiratet. Sein Erbe wurde sein Sohn John de St John.